# 1970년 코파 가나도레스 데 코파
1970년 코파 가나도레스 데 코파(1970 Copa Ganadores de Copa)는 1970년 3월 8일부터 4월 26일까지 열린 코파 가나도레스 데 코파의 1번째 시즌이다. 볼리비아의 마리스칼 산타크루스가 결승전에서 에콰도르의 엘 나시오날를 합계 2-0으로 누르고 우승을 차지했다.

## 참가 팀
| 1조 (에콰도르 키토에서 개최됨): 엘 나시오날 리베르타드 카나리아스 |  | 2조 (볼리비아 라파스, 코차밤바에서 개최됨): 아틀란타 마리스칼 산타크루스 우니온 에스파뇰라 데포르티보 무니시팔 람플라 주니오르스 |

브라질, 콜롬비아가 대회 참가를 거절했기 때문에 1조는 3개 팀으로, 2조는 5개 팀으로 진행되었다.

## 조별 예선

### 1조
| 팀          | 승점 | 경기 | 승 | 무 | 패 | 득 | 실 | 차 |
| ----------- | ---- | ---- | -- | -- | -- | -- | -- | -- |
| 엘 나시오날 | 3    | 2    | 1  | 1  | 0  | 4  | 1  | +3 |
| 카나리아스  | 2    | 2    | 0  | 2  | 0  | 0  | 0  | 0  |
| 리베르타드  | 1    | 2    | 0  | 1  | 1  | 1  | 4  | -3 |

| 1970년 3월 8일 (키토)  |     |            |
| 엘 나시오날            | 0-0 | 카나리아스 |
| 1970년 3월 11일 (키토) |     |            |
| 카나리아스             | 0-0 | 리베르타드 |
| 1970년 3월 15일 (키토) |     |            |
| 엘 나시오날            | 4-1 | 리베르타드 |

### 2조
| 팀                  | 승점 | 경기 | 승 | 무 | 패 | 득 | 실 | 차 |
| ------------------- | ---- | ---- | -- | -- | -- | -- | -- | -- |
| 마리스칼 산타크루스 | 7    | 4    | 3  | 1  | 0  | 8  | 3  | +5 |
| 아틀란타            | 5    | 4    | 2  | 1  | 1  | 9  | 7  | +2 |
| 우니온 에스파뇰라   | 4    | 4    | 1  | 2  | 1  | 6  | 6  | 0  |
| 데포르티보 무니시팔 | 3    | 4    | 0  | 3  | 1  | 6  | 7  | -1 |
| 람플라 주니오르스   | 1    | 4    | 0  | 1  | 3  | 2  | 8  | -6 |

| 1970년 3월 22일 (라파스)  |     |                     |
| 마리스칼 산타크루스       | 1-0 | 아틀란타            |
| 1970년 3월 22일 (라파스)  |     |                     |
| 우니온 에스파뇰라         | 1-1 | 데포르티보 무니시팔 |
| 1970년 3월 26일 (라파스)  |     |                     |
| 우니온 에스파뇰라         | 1-0 | 람플라 주니오르스   |
| 1970년 3월 26일 (라파스)  |     |                     |
| 아틀란타                  | 4-3 | 데포르티보 무니시팔 |
| 1970년 3월 28일 (라파스)  |     |                     |
| 아틀란타                  | 3-3 | 우니온 에스파뇰라   |
| 1970년 3월 29일 (라파스)  |     |                     |
| 마리스칼 산타크루스       | 4-1 | 람플라 주니오르스   |
| 1970년 4월 2일 (라파스)   |     |                     |
| 마리스칼 산타크루스       | 2-1 | 우니온 에스파뇰라   |
| 1970년 4월 2일 (코차밤바) |     |                     |
| 데포르티보 무니시팔       | 1-1 | 람플라 주니오르스   |
| 1970년 4월 4일 (코차밤바) |     |                     |
| 아틀란타                  | 2-0 | 람플라 주니오르스   |
| 1970년 4월 5일 (라파스)   |     |                     |
| 마리스칼 산타크루스       | 1-1 | 데포르티보 무니시팔 |

## 결승전
결승 1차전은 1970년 4월 19일에 에콰도르 키토에 위치한 에스타디오 올림피코 아타우알파에서, 결승 2차전은 1970년 4월 26일에 볼리비아 라파스에 위치한 에스타디오 에르난도 실레스에서 진행되었다.
| 팀 1                | 합계 | 팀 2        | 1차전 | 2차전 |
| ------------------- | ---- | ----------- | ----- | ----- |
| 마리스칼 산타크루스 | 2-0  | 엘 나시오날 | 0-0   | 2-0   |

## 우승
| 1970년 코파 가나도레스 데 코파 우승 팀 |
| -------------------------------------- |
| 마리스칼 산타크루스 1번째 우승         |